# Oxalato de torio
El oxalato de torio es el compuesto inorgánico de fórmula Th(C2O4)2(H2O)4. Es un sólido blanco insoluble preparado por la reacción de sales de torio (IV) con ácido oxálico. El material es un polímero de coordinación. Cada centro Th (IV) está unido a 10 centros de oxígeno. En la red se observan dos aguas de cristalización adicionales.
El producto de solubilidad (Ksp) del oxalato de torio es 5,01x10−25. La densidad del oxalato de torio anhidro es 4,637 g/cm3.